# Chaetozone cincinnata
Chaetozone cincinnata är en ringmaskart som beskrevs av Augener 1923. Chaetozone cincinnata ingår i släktet Chaetozone och familjen Cirratulidae. Inga underarter finns listade i Catalogue of Life.